# CooperAcción
CooperAcción, Acción Solidaria para el Desarrollo es una organización no gubernamental para el desarrollo sostenible fundada en 1997 en Lima, Perú.
La organización forma parte de la Red Muqui, el Observatorio de Conflictos Mineros de América Latina (OCMAL), la Red Peruana por una Globalización con Equidad (RedGE), la Coordinadora Nacional de Derechos Humanos (CNDDHH), la Red Latinoamericana sobre las Industrias Extractivas (RLIE) y es miembro del Movimiento Ciudadano frente al Cambio Climático (MOCICC)  y del Colectivo sobre Financiamiento e Inversiones Chinas, Derechos Humanos y Ambiente (CICDHA).
El actual director es Alejandro Chirinos desde enero de 2022.

## Historia
CooperaAcción surge como respuesta a la economía política nacional del sector minero en los años 90. En los últimos años de debate público en torno de los movimientos sociales y sus propuestas de transformación social, organizaciones como CooperaAcción han impulsado espacios y publicaciones para contribuir a difundir este debate, desde la convicción y compromiso con la transformación del extractivismo y neoliberalismo como lógicas imperantes de la cultura, economía y política en el país.

## Publicaciones
- De Echave C, José (2001). Minería y comunidades: construyendo un proceso de toma de decisiones frente a operaciones mineras. CooperAcción, Acción Solidaria para el Desarrollo. OCLC 61199803.
- Mosquera L; César; Centro Internacional de Investigación para el Desarrollo (Canadá); CooperAcción, Acción Solidaria para el Desarrollo (Lima) (2006). El desafío de la formalización en la minería artesanal y de pequeña escala: análisis de las experiencias en Bolivia, Colombia, Ecuador y Perú. IDRC : CooperAcción, Acción Solidaria para el Desarrollo. OCLC 1025882489.
- Hoetmer, Raphael; Castro, Miguel; Daza, Mar; Rodríguez Carmona, Antonio; Machado, Horacio; Martínez Alier, Juan; Programa Democracia y Transformación Global (Perú); CooperAcción, Acción Solidaria para el Desarrollo (Lima) (2013). Minería y movimientos sociales en el Perú: instrumentos y propuestas para la defensa de la vida, el agua y los territorios. Programa Democracia y Transformación Global CooperAcción. ISBN 9786124653001. OCLC 922995437.

- Datos: Q65622053